# 2008年蒙地卡羅大師賽
2008年蒙地卡羅大師賽，於2008年4月19日至4月27日在摩納哥蒙地卡羅舉行，是第102屆賽事。

## 冠軍

### 男子單打
決賽： 拉斐爾·納達爾 擊敗  羅傑·費德勒 （7–5、7–5）
- 這是他今年第3個冠軍和職業生涯第34個冠軍。

### 男子雙打
決賽： 拉斐爾·納達爾 /  托米·羅布雷多 擊敗  馬赫什·布帕蒂 /  馬克·諾爾斯（6–3、6–3）

## 外部連結
- 官方網站